# フリッツ・カルシュ
フリッツ・カルシュ（Fritz Karsch, 1893年 - 1971年）は、ザクセン王国出身の教育者で旧制松江高等学校(現・島根大学)のドイツ語教師(1925年-1939年)であった。ドレスデン近郊のブラゼヴィッツ(Blasewitz)の生まれ。マールブルク大学に学び、新カント学派のニコライ・ハルトマンのもとで哲学を専攻、1923年に哲学博士号を取得。1939年、松江高校での任期が終わり、一旦帰国して翌年ドイツ大使館員として来日、1947年まで日本に滞在した。
戦時中は駐日ドイツ大使館に勤務(1940年-1945年)し、日本との文化交流に尽くした（『湖畔の夕映え』文芸社、2002年 ;『忘れ得ぬ偉人』マツモト、2007年参照）。

## 概要
Dr. Fritz Karsch, seiner Beiträge und Verdienste, 14 Jahre als Lektor und 5 Jahre als Diplomat.
Dr. Fritz Karsch ist ein bis heute unbekannter deutscher Gelehrte. Er war Lehrer für Deutsch, Literatur und Philosophie an der Hochschule in Matsue (Schimane Universität von 1925 bis 1939). Ab 1940 war er als Diplomat an der deutschen Botschaft in Tokyo, wohnhaft in Yokohama. Als geborener Pädagoge war er bei seinen Schülern sehr beliebt. Er war ein lebenslänglicher Schüler Dr. R. Steiners und dessen Anthroposophie. Viele dieser und anderer geisteswissenschaftlichen Einsichten trugen dazu bei, seinen Unterricht sehr zu vertiefen. Hochgebildet in den verschiedensten Fächern, war er immer besorgt, seine Erkenntnisse weiterzugeben. Tatsächlich gibt es unter seinen Schülern viele in Japan bekannt gewordene Persönlichkeiten—z.B. Prof. Takashi Nagai(永井隆), Nagasaki University（長崎大学）—die sich große Verdienste in verschiedenen sozialen Kreisen erworben haben. Durch Untersuchungen und Erkundungen ergab sich ein klareres Bild und Beweis enger Freundschaft zu Japanern, dem damaligen Japan und vielen seiner einstigen Schüler, die den Krieg überlebt hatten. Es wäre gut, wenn man breitere Schichten der Bevölkerung von Japan und Deutschland damit bekannt machen könnte, daß er ein seltener Japankenner und hervorragender europäischer Geisteswissenschaftler war. In seinem Nachlass befinden sich etwa 10,000 Seiten einer unvollendet gebliebenen Geschichte der Philosophie, etwa 80 Gemälde und mehr als 2,000 Fotos des alten Vorkriegsjapans (Hidetoshi Wakamatsu（若松秀俊), Tokyo Medical and Dental University: Förderer des japanisch-deutschen Kulturaustausches, Dr.Phil.Fritz Karsch, Japanisch-Deutsche Gesellschaft(日独協会),7-8,Sept.2001).

## カルシュの関係者
カルシュの周囲にはモラクセラ・ラクナータ菌（モラー・アクセンフェルト菌）を発見し、現在の日本の眼科学に大きな影響を及ぼした世界的権威のフライブルク大学教授テオドール・アクセンフェルト(Theodor Axenfeld)がいる。カルシュの妻エッメラ(Emmela)の伯父である。同教授のその末娘のエディット・ピヒト＝アクセンフェルト(Edit Picht-Axenfeld)は1937年ショパンコンクールで入賞したピアニストであり、チェンバリストで、フライブルク音楽大学教授として、多くの日本人弟子を残している。なお、現在ベルリンの博物館に歴史的重要資料として厳重保管されている「ヒトラーの行動記録(16ミリ)」を戦後ミュンヘンでハンス・バウアーから押収し、保存していたのがカルシュの長女メヒテルト(Mechtild)の夫ヘルベルト・セイント ゴア(Herbert St.Goar)である。ライン河流域のセイント・ゴア（ドイツ語でザンクト・ゴア）市の200年前の富豪でフランス統治下で市長を務めたラツァルス・セイント・ゴア(Lazars St.Goar)は彼の祖先であることも地元の博物館で確かめられている。宗教上の功績から聖ゴアのようにセイントの称号を授与されている。2002年9月には顕彰されて子孫が同市から大歓迎を受けた。カルシュには、戦後活躍した多くの著名人を育んだだけでなく85年前の出雲の地や日本各地の貴重な記録を後世に残した。彼の日本に関する原稿や膨大な写真が残され、功績が語り継がれている。現在、彼の長女メヒテルト（Mechtild Maria St.Goar)はアメリカのチャタヌーガでルドルフ・シュタイナーの人智学研究の中心人物として、関連書物のドイツ語から英語への翻訳を行っている。また、次女フリーデルン(Friederun)は戦後のマールブルク(Marburg)のシュタイナー学校（自由ヴァルドルフ学校出身で、マールブルク大学で政治学、地理学の博士の学位が授与された後には、同じ自由ヴァルドルフ学校でシュタイナー教育に携わり、定年後の現在もこの分野で活躍している。

## カルシュの薫陶を受けた著名な生徒
- 政界では衆議院議員で、自治相を務めた赤澤正道（昭和二年卒業の四期文乙）、元島根県知事伊達慎一郎（五期文乙)、元衆議院議員の楢橋勇（六期文乙）、衆議院議員・国務大臣十回・衆議院議長を歴任した福永健司（七期文甲）、元衆議院議員の高田富之（九期文乙）、衆議院議員で自民党総務会長・行政管理・防衛庁長官・運輸大臣を歴任した細田吉蔵（九期文甲）や元衆議院議員・労働大臣の山手満男（十一期文乙）があげられる。
- 外交官としては元イラン・インド・中華民国・ブラジル大使歴任の宇山厚（九期理甲）、海外移住事業団理事・ウルグアイ大使歴任の大城斉敏（十期文甲）がいる。
- 法曹界では大阪弁護士会会長・日弁連会長を務めた和島岩吉（五期文乙）、元広島高裁長官の松本冬樹（八期文甲）と同じく元広島高裁長官矢崎憲正（十期文乙）、元福岡高裁長官綿引紳郎（十五期文乙）が挙げられる。
- 学界では前述の元長崎医科大学放射線医学教授永井隆（五期理乙）、元島根大学教授・元琉球大学教授の酒井勝郎（五期理乙）、元滋賀大学国文学教授で雑俳史研究家の宮田正信（九期文乙）、元北海道大学印度哲学教授、僧侶で鈴木大拙の後継者の古田紹欽（十期文乙）、元大阪大学教授・微生物病研究所長で紫綬褒章を受章した麻疹ウィルス分離、マラリア研究の奥野良臣（十四期理乙）らの活躍。
- 芸術界・出版界では元カリフォルニア州立フラントン大学教授、また舞踏家でドイツ留学後の欧米の舞台で活躍した邦正美（八期文甲）、岸田国士の劇作同人、大映グランプリ『羅生門』のプロデューサー・放送作家を務めた異能の士である辻久一（九期文乙）、『暮しの手帖』社設立、編集長を務めた花森安治（十期文乙）など。

## カルシュを研究対象としている人物
日本におけるカルシュの活動は、東京医科歯科大学名誉教授である若松秀俊(Hidetoshi Wakamatsu)が研究対象としている。多くの参考文献中にもあるように、若松はカルシュの足跡を辿るとともに、二人の娘をはじめ国内外に点在する多くの関係者の許を尋ね、多数の資料を収集することに成功している。この際、関係者より手渡された資料の文化的活用については若松に一任されている。カルシュの記録は、カルシュの母国ドイツでもほとんど現存していないことから、ドイツからも注目されており、ドイツ各所の関連機関と協力し、カルシュの功績を後世に伝えるべく活動をはじめている。

## テレビ放送
- NHK松江放送局 フレッシュガイドインタビュー（2004年4月2日）
- NHK松江放送局 しまねっとインタビュー（2008年2月15日）
- 山陰ケーブルビジョン さんいん TODAY 「伝えたい、故郷の魅力」（2007年3月）

## 展示会
- フリッツ・カルシュ展 NHK松江放送局一階ロビー（2004年4月2日～4月18日）
- 松江郷土館（興雲閣）企画展示「松江を訪れた外国人たち」の様子（2005年4月1日～同年8月31日）

なお、細部にわたっての資料や確認には、以下の官庁・公的機関などを利用した。文部省 人事課任用班、福祉班、島根県教育庁高校教育課、国立島根大学 総務課人事係 図書館員、松江市役所 国際交流課、出雲大社社務所、東京都世田谷区役所、横浜市役所、日独協会、ドイツ文化会館、ドイツ学術交流会、東京大学独文科、筑波大学図書館、衆議院前議員室、宮内庁、外務省、外交資料館、旧官立松江高等学校生徒同窓会、ドイツ連邦共和国ドレスデン市庁住民局、カッセル市庁住民局、アルベルト・コルベ・ハイム。さらにインターネット情報検索を利用した。
併せて、「ふるさとの文化遺産 郷土資料事典 関連県すべて 人文社 1998年」、また「関連市町村観光ガイド」、「各新聞社の記事」を参照した。